# Alienocacculus neftensis
Alienocacculus neftensis är en skalbaggsart som först beskrevs av Olexa 1984.  Alienocacculus neftensis ingår i släktet Alienocacculus och familjen stumpbaggar. Inga underarter finns listade i Catalogue of Life.